# Лільяна Благоєвич
Лільяна Благоєвич (нар. 5 листопада 1955, Белград, СФРЮ) — югославська сербська акторка театру і кіно.

## Вибіркова фільмографія
- Диво (1971)
- Запах айви (1982)